# Ryotaro Hironaga
Ryotaro Hironaga (廣永 遼太郎 Hironaga Ryotaro?), född 9 januari 1990 i Tokyo prefektur, är en japansk fotbollsspelare.
Hironaga började sin karriär 2008 i FC Tokyo. Efter FC Tokyo spelade han för Yokogawa Musashino, Fagiano Okayama, Kataller Toyama och Sanfrecce Hiroshima.